# Torneios ATP Masters 1000

## Eventos

### 2025
| Semana  | Cidade                | País           | Nome comercial              | Piso           | Campeão        | Campeões                           |
| ------- | --------------------- | -------------- | --------------------------- | -------------- | -------------- | ---------------------------------- |
| 10 / 11 | Indian Wells          | Estados Unidos | BNP Paribas Open            | duro           | Jack Draper    | Marcelo Arévalo Mate Pavić         |
| 12 / 13 | Miami                 | Estados Unidos | Miami Open                  | duro           | Jakub Mensik   | Marcelo Arévalo Mate Pavić         |
| 15      | Roquebrune-Cap-Martin | França         | Rolex Monte-Carlo Masters   | saibro         | Carlos Alcaraz | R. Arneodo M. Guinard              |
| 17 / 18 | Madri                 | Espanha        | Mutua Madrid Open           | saibro         | Casper Ruud    | Marcel Granollers Horacio Zeballos |
| 19 / 20 | Roma                  | Itália         | Internazionali BNL d'Italia | saibro         | Carlos Alcaraz | Marcelo Arévalo Mate Pavić         |
| TBD     | Toronto               | Canadá         | National Bank Open          | duro           |                |                                    |
| TBD     | Cincinnati            | Estados Unidos | Cincinnati Open             | duro           |                |                                    |
| 40 / 41 | Xangai                | China          | Rolex Shanghai Masters      | duro           |                |                                    |
| 44      | Paris                 | França         | Rolex Paris Masters         | duro (coberto) |                |                                    |

### 2024
| Semana  | Cidade                | País           | Nome comercial              | Piso           | Campeão            | Campeões                           |
| ------- | --------------------- | -------------- | --------------------------- | -------------- | ------------------ | ---------------------------------- |
| 10 / 11 | Indian Wells          | Estados Unidos | BNP Paribas Open            | duro           | Carlos Alcaraz     | Wesley Koolhof Nikola Mektić       |
| 12 / 13 | Miami                 | Estados Unidos | Miami Open                  | duro           | Jannik Sinner      | Rohan Bopanna Matthew Ebden        |
| 15      | Roquebrune-Cap-Martin | França         | Rolex Monte-Carlo Masters   | saibro         | Stefanos Tsitsipas | Sander Gillé Joran Vliegen         |
| 17 / 18 | Madri                 | Espanha        | Mutua Madrid Open           | saibro         | Andrey Rublev      | Sebastian Korda Jordan Thompson    |
| 19 / 20 | Roma                  | Itália         | Internazionali BNL d'Italia | saibro         | Alexander Zverev   | Marcel Granollers Horacio Zeballos |
| 32      | Montreal              | Canadá         | Omnium Banque Nationale     | duro           | Alexei Popyrin     | Marcel Granollers Horacio Zeballos |
| 33      | Cincinnati            | Estados Unidos | Cincinnati Open             | duro           | Jannik Sinner      | Marcelo Arévalo Mate Pavić         |
| 40 / 41 | Xangai                | China          | Rolex Shanghai Masters      | duro           | Jannik Sinner      | Wesley Koolhof Nikola Mektić       |
| 44      | Paris                 | França         | Rolex Paris Masters         | duro (coberto) | Alexander Zverev   | Wesley Koolhof Nikola Mektić       |

### 2023
| Semana  | Cidade                | País           | Nome comercial              | Piso           | Campeão         | Campeões                                 |
| ------- | --------------------- | -------------- | --------------------------- | -------------- | --------------- | ---------------------------------------- |
| 10 / 11 | Indian Wells          | Estados Unidos | BNP Paribas Open            | duro           | Carlos Alcaraz  | Rohan Bopanna Matthew Ebden              |
| 12 / 13 | Miami                 | Estados Unidos | Miami Open                  | duro           | Daniil Medvedev | Santiago González Édouard Roger-Vasselin |
| 15      | Roquebrune-Cap-Martin | França         | Rolex Monte-Carlo Masters   | saibro         | Andrey Rublev   | Ivan Dodig Austin Krajicek               |
| 17 / 18 | Madri                 | Espanha        | Mutua Madrid Open           | saibro         | Carlos Alcaraz  | Karen Khachanov Andrey Rublev            |
| 19 / 20 | Roma                  | Itália         | Internazionali BNL d'Italia | saibro         | Daniil Medvedev | Hugo Nys Jan Zieliński                   |
| 32      | Toronto               | Canadá         | National Bank Open          | duro           | Jannik Sinner   | Marcelo Arévalo Jean-Julien Rojer        |
| 33      | Cincinnati            | Estados Unidos | Western & Southern Open     | duro           | Novak Djokovic  | Máximo González Andrés Molteni           |
| 40 / 41 | Xangai                | China          | Rolex Shanghai Masters      | duro           | Hubert Hurkacz  | Marcel Granollers Horacio Zeballos       |
| 44      | Paris                 | França         | Rolex Paris Masters         | duro (coberto) | Novak Djokovic  | Santiago González Édouard Roger-Vasselin |

### 2022
| Semana  | Cidade                | País           | Nome comercial              | Piso           | Campeão                                 | Campeões                                |
| ------- | --------------------- | -------------- | --------------------------- | -------------- | --------------------------------------- | --------------------------------------- |
| 10 / 11 | Indian Wells          | Estados Unidos | BNP Paribas Open            | duro           | Taylor Fritz                            | John Isner Jack Sock                    |
| 12 / 13 | Miami                 | Estados Unidos | Miami Open                  | duro           | Carlos Alcaraz                          | Hubert Hurkacz John Isner               |
| 15      | Roquebrune-Cap-Martin | França         | Rolex Monte-Carlo Masters   | saibro         | Stefanos Tsitsipas                      | Rajeev Ram Joe Salisbury                |
| 18      | Madri                 | Espanha        | Mutua Madrid Open           | saibro         | Carlos Alcaraz                          | Wesley Koolhof Neal Skupski             |
| 19      | Roma                  | Itália         | Internazionali BNL d'Italia | saibro         | Novak Djokovic                          | Nikola Mektić Mate Pavić                |
| 32      | Montreal              | Canadá         | Omnium Banque Nationale     | duro           | Pablo Carreño Busta                     | Wesley Koolhof Neal Skupski             |
| 33      | Cincinnati            | Estados Unidos | Western & Southern Open     | duro           | Borna Ćorić                             | Rajeev Ram Joe Salisbury                |
| 41      | Xangai                | China          | Rolex Shanghai Masters      | duro           | Cancelado devido à pandemia de COVID-19 | Cancelado devido à pandemia de COVID-19 |
| 44      | Paris                 | França         | Rolex Paris Masters         | duro (coberto) | Holger Rune                             | Wesley Koolhof Neal Skupski             |

### 2021
| Semana  | Cidade                | País           | Nome comercial              | Piso           | Campeão                                 | Campeões                                |
| ------- | --------------------- | -------------- | --------------------------- | -------------- | --------------------------------------- | --------------------------------------- |
| 12 / 13 | Miami                 | Estados Unidos | Miami Open                  | duro           | Hubert Hurkacz                          | Nikola Mektić Mate Pavić                |
| 15      | Roquebrune-Cap-Martin | França         | Rolex Monte-Carlo Masters   | saibro         | Stefanos Tsitsipas                      | Nikola Mektić Mate Pavić                |
| 18      | Madri                 | Espanha        | Mutua Madrid Open           | saibro         | Alexander Zverev                        | Marcel Granollers Horacio Zeballos      |
| 19      | Roma                  | Itália         | Internazionali BNL d'Italia | saibro         | Rafael Nadal                            | Nikola Mektić Mate Pavić                |
| 32      | Toronto               | Canadá         | National Bank Open          | duro           | Daniil Medvedev                         | Rajeev Ram Joe Salisbury                |
| 33      | Cincinnati            | Estados Unidos | Western & Southern Open     | duro           | Alexander Zverev                        | Marcel Granollers Horacio Zeballos      |
| 40 / 41 | Indian Wells          | Estados Unidos | BNP Paribas Open            | duro           | Cameron Norrie                          | John Peers Filip Polášek                |
| 41      | Xangai                | China          | Rolex Shanghai Masters      | duro           | Cancelado devido à pandemia de COVID-19 | Cancelado devido à pandemia de COVID-19 |
| 44      | Paris                 | França         | Rolex Paris Masters         | duro (coberto) | Novak Djokovic                          | Tim Pütz Michael Venus                  |

### 2020
| Semana  | Cidade                | País           | Nome comercial              | Piso           | Campeão                                 | Campeões                                |
| ------- | --------------------- | -------------- | --------------------------- | -------------- | --------------------------------------- | --------------------------------------- |
| 10 / 11 | Indian Wells          | Estados Unidos | BNP Paribas Open            | duro           | Cancelado devido à pandemia de COVID-19 | Cancelado devido à pandemia de COVID-19 |
| 12 / 13 | Miami                 | Estados Unidos | Miami Open                  | duro           | Cancelado devido à pandemia de COVID-19 | Cancelado devido à pandemia de COVID-19 |
| 15      | Roquebrune-Cap-Martin | França         | Rolex Monte-Carlo Masters   | saibro         | Cancelado devido à pandemia de COVID-19 | Cancelado devido à pandemia de COVID-19 |
| 32      | Toronto               | Canadá         | Rogers Cup                  | duro           | Cancelado devido à pandemia de COVID-19 | Cancelado devido à pandemia de COVID-19 |
| 34      | Nova York             | Estados Unidos | Western & Southern Open     | duro           | Novak Djokovic                          | Pablo Carreño Busta Alex de Minaur      |
| 37      | Madri                 | Espanha        | Mutua Madrid Open           | saibro         | Cancelado devido à pandemia de COVID-19 | Cancelado devido à pandemia de COVID-19 |
| 37      | Roma                  | Itália         | Internazionali BNL d'Italia | saibro         | Novak Djokovic                          | Marcel Granollers Horacio Zeballos      |
| 41      | Xangai                | China          | Rolex Shanghai Masters      | duro           | Cancelado devido à pandemia de COVID-19 | Cancelado devido à pandemia de COVID-19 |
| 44      | Paris                 | França         | Rolex Paris Masters         | duro (coberto) | Daniil Medvedev                         | Félix Auger-Aliassime Hubert Hurkacz    |

### 2019
| Semana  | Cidade                | País           | Nome comercial              | Piso           | Campeão         | Campeões                            |
| ------- | --------------------- | -------------- | --------------------------- | -------------- | --------------- | ----------------------------------- |
| 10 / 11 | Indian Wells          | Estados Unidos | BNP Paribas Open            | duro           | Dominic Thiem   | Nikola Mektić Horacio Zeballos      |
| 12 / 13 | Miami                 | Estados Unidos | Miami Open                  | duro           | Roger Federer   | Bob Bryan Mike Bryan                |
| 16      | Roquebrune-Cap-Martin | França         | Rolex Monte-Carlo Masters   | saibro         | Fabio Fognini   | Nikola Mektić Franko Škugor         |
| 19      | Madri                 | Espanha        | Mutua Madrid Open           | saibro         | Novak Djokovic  | Jean-Julien Rojer Horia Tecău       |
| 20      | Roma                  | Itália         | Internazionali BNL d'Italia | saibro         | Rafael Nadal    | Juan Sebastián Cabal Robert Farah   |
| 32      | Montreal              | Canadá         | Coupe Rogers                | duro           | Rafael Nadal    | Marcel Granollers Horacio Zeballos  |
| 33      | Cincinnati            | Estados Unidos | Western & Southern Open     | duro           | Daniil Medvedev | Ivan Dodig Filip Polášek            |
| 41      | Xangai                | China          | Rolex Shanghai Masters      | duro           | Danil Medvedev  | Mate Pavić Bruno Soares             |
| 44      | Paris                 | França         | Rolex Paris Masters         | duro (coberto) | Novak Djokovic  | Pierre-Hugues Herbert Nicolas Mahut |